# Немой (фильм, 2018)
«Немой» (англ. Mute) — фантастический телефильм 2018 года режиссёра Данкана Джонса. Главные роли в картине исполнили Александр Скарсгард, Джастин Теру и Пол Радд. Съёмки фильма были профинансированы интернет-каналом Netflix, на нём же 23 февраля 2018 года состоялась премьера.

## Сюжет
Случай в детстве, когда подросток Лео упал с лодки, и его шею повредил винт, стоил ему потери голоса. Исходя из религиозного вверения себя в руки Господа, его благочестивая мать из секты амишей отказывается от операции, и Лео вырастает немым.
Через 30 лет, в 2035 году, мы видим его уже взрослым. Лео Байлер (Александр Скарсгард) работает барменом в берлинском стриптиз-клубе и встречается там с официанткой, разносчицей коктейлей Надирой (Сейнеб Салех). На последнем свидании Надира дарит Лео телефон, чтобы поддерживать с ним связь, но Лео чужд техники и убирает телефон в шкаф. Надира признается своему другу Лубе, трансвеститу-проституту (Роберт Шиэн), что она не раскрывала Лео своё прошлое и не говорила ему о том, насколько отчаянно нуждается в деньгах.
После того как шумный клиент Стюарт (Ноэль Кларк) начинает приставать к Надире, Лео нападает на него. Надира в испуге умоляет Лео прекратить это, сообщая ему, что ей очень важно сохранить работу. Максим (Гилберт Овуор), владелец клуба, угрожает Лео увольнением и расправой, если такое повторится с его стороны.
Всхлипывающая Надира появляется в квартире Лео и пытается рассказать ему о чем-то важном. Но Лео говорит ей, что единственное, что для него важно — это чтобы они не расставались; всё остальное его не интересует. Он показывает ей сложную кровать, которую он смастерил для нее в подарок. Растрогавшись, Надира говорит, что она не достойна его, и они обнимаются. Проведя ночь вместе, наутро Лео обнаруживает, что Надира ушла и он пишет ей сообщение, но ответа не поступает.
В это время гангстеры Максима встречаются с двумя американскими хирургами, Биллом Кактусом (Пол Радд) и Даком Теддингтоном (Джастин Теру), которые делают нелегальные операции. Билл отчаянно скучает по Америке, хочет уехать из Берлина, и заказывает Максиму сделать ему документы на его имя и для его маленькой дочери Джози. Его напарник Дак, однако, уже привык жить в Берлине, где занимается левым бизнесом, связанным с установкой имплантатов и выполнением кибернетических операций. Билл же очень заинтересован в работе на Максима и его сподвижников, включая Стюарта, и поэтому он просит Лео оставить Стюарта в покое.
Стюарт возвращается в стриптиз-клуб и задирает Лео касательно Надиры, которой там нет в это время. Доведённый до гнева, Лео снова нападает на Стюарта, и тогда Максим увольняет Лео.
Обеспокоенный тем, что он потерял из виду Надиру, Лео выходит на Лубу, который работает как проститутка, но он отказывается помочь. Внезапно Лео получает ответ на отправленное ранее сообщение, в котором написано, что Надира сейчас в нелегальном заведении Стюарта, Лео спешно туда отправляется. Там он обнаруживает Билла с его Джози, и Билл уводит Джози, пока Стюарт разбирается с Лео. Лео пытается объясниться со Стюартом с помощью своего блокнота, но его карандаш сломался и он пытается написать ручкой. В ручке не осталось чернил и она оставляет лишь след на бумаге. Лео вспоминает, что Надира делала запись в его блокноте и понимает, что он может восстановить запись, для этого он берет кусок древесного угля, на блокноте проявляется адрес некоего Освальда и Лео идет туда.
Адрес Надиры приводит Лео к Освальду (Доминик Монаган). Когда Лео молча выражает интерес к картине Надиры, Освальду приходит на ум подозрение, что Лео может работать на Ники Симсека (Яннис Нивёнер), подчиненного Максима, который получает прибыль, используя проституток Максима. Освальд дает Лео деньги со словами, чтобы он передал его долг Ники. Лео встречается с Симсеком, когда тот присматривает за Джози. Оба, одновременно занятые зарисовками, Лео и Джози знакомятся таким образом, а Лео открыто оставляет деньги от Освальда и записку, обвиняющую Симсека перед приспешниками Максима.
Лео, в силу своего воспитания далекий от технологий, слышит, как незнакомец заказывает пиццу, а дрон приносит ему заказ отследив его телефон. Лео понимает, что может таким образом найти Надиру и делает заказ на её номер. Дрон не может отследить номер и показывает возможный адрес доставки. Проследовав по адресу, Лео обнаруживает Лубу. Луба признает, что он и Надира работали проститутками, но Надира обманула Лубу, забрала его деньги и исчезла. В квартире Лубы Лео обнаруживает телефонный номер мамы Надиры и проводит бессонную ночь с телефонным справочником, чтобы найти её адрес. Выследив, где живёт мать Надиры, Лео узнает от неё, что Джози — это дочь Надиры, и понимает, что Кактус — виновник исчезновения Надиры.
После того как Билл и Дак заканчивают изувечивать Симсека по приказу Максима, Билл обнаруживает фотографии обнажённых детей на компьютере Дака. Билл угрожает оторвать руки Даку, если тот когда-либо впредь прикоснётся к какому-либо ребёнку. Но в это время звонит Максим и сообщает Биллу, что готовы документы, от чего Кактус приходит в восторженное настроение. Он берет Дака с собой в супермаркет отпраздновать это событие, и даже предлагает на радостях Даку свой дом. Дак во время разговора признается Биллу, что забрал телефон Надиры и писал сообщения Лео ради шутки, что выводит Билла из себя. 
В магазине охранник ловит Кактуса на краже, и Билл угрожает убить охранника. Когда Дак вмешивается, то и ему достаётся от Билла. От злости Дак пишет Лео куда едет Билл. Вооружившись ножкой кровати, которую он не успел закончить, Лео врывается в клуб Максима, избивает его и его приспешников, а затем хватает со стола конверт с именем и домашним адресом Билла, в котором лежат поддельные документы для него и Джози. Вскоре после его отъезда в клубе появляется Билл, который получил сообщение от Максима о том, что документы для него готовы. Максим сообщает Биллу, что конверт у Лео и ему теперь известен адрес Билла, разъяренный Билл едет домой.
В доме Кактуса Лео обнаруживает в подвале изувеченного Симсека. Освободив его, Лео видит закрытую дверь, за которой лежит что-то, что цепляет его взгляд. В это время домой возвращается Билл, увидев сломанные замки, он, чуя неладное прячет дочь в её комнате и запирает на ключ. Лео не сумев открыть дверь видит как по лестнице скатывается Симсек и, ударившись головой, умирает, следом спускается Билл. Увидев Лео, Билл бросает ему ключ от двери, где Лео находит тело Надиры. Лео находится в шоке от увиденного и пытается забрать тело, но на пути встает Билл. Лео кладет Надиру на стол и встает, расставив руки, готовый принять свою участь. Это смешит Билла и он, взяв ножку кровати, которую Лео оставил у входа, атакует его, но неожиданно Лео выхватывает ножку, после чего Билл достает нож, но Лео вонзает его Биллу в горло и уходит с телом Надиры.
В дом Билла приходит Дак. Он отказывается увезти его в больницу и насмехается над ним, дразня предстоящим похищением его дочки Джози. Оставив Билла умирать, Дак выходит из дома, где находит Лео, оплакивающего Надиру. Дак его оглушает и забирает в операционную, где вставляет в его горло электроларинкс, чтобы услышать, как Лео будет просить прощения за убийство Билла. Обессиленный Лео не издает ни звука, что злит Дака и он увозит его к мосту. Усадив Лео на скамейку Дак снова пытается заставить Лео говорить, это не имеет успеха и Дак ломает ограждение моста, чтобы скинуть туда Лео, однако, прежде чем Дак успевает бросить его в реку, Лео делает глубокий вдох и крепко охватывая Дака прыгает вместе с ним с моста. Дак тонет, а Лео, всплывая, видит Джози у края, он пытается предупредить её показывая руками, но девочка не видит и тогда он кричит Джози, чтобы та отошла от края моста. Выбравшись из воды, Лео говорит, что отвезёт девочку к её бабушке.
Фильм заканчивается сценой в придорожной закусочной. Джози рисует, сидя за столом, а Лео смотрит на неё с любовью.

## В ролях
- Александр Скарсгард — Лео Байлер, немой бармен с тёмным прошлым
- Каролина Петерс — мать Лео[7]
- Пол Радд — Билл Кактус, американский хирург
- Джастин Теру — Дак Теддингтон, партнёр и лучший друг Кактуса
- Сейнеб Салех — Надира, пропавшая девушка Лео
- Роберт Шиэн — Луба
- Гилберт Овуор — Максим
- Яннис Нивёнер — Никки Симсек
- Роберт Казински — Роб
- Ноэль Кларк — Стюарт
- Доминик Монаган — Освальд
- Флоренс Касумба — Таня
- Никки Ламборн — Ронна
- Ульф Херман — Гюнтер
- Дэниел Фазерс — сержант Роберт Клосковски
- Аня Кармански — Кэти
- Сэм Рокуэлл — Сэм Белл (в титрах не указан; камео)
- Лаура Де Бур — доктор

## Производство
В ноябре 2015 года Джонс объявил, что после окончания работ над фильмом «Варкрафт» он займётся производством научно-фантастического триллера «Немой». Главные роли в фильме исполнят Александр Скарсгард и Пол Радд. Долгие годы фильм находился в производственном аду, но Джонс всегда говорил, что хочет возглавить съёмки и описывал его как духовный сиквел своего режиссёрского дебюта «Луна 2112», сильно вдохновленный фильмом Ридли Скотта «Бегущий по лезвию». Во время подготовки к съемкам фильма Данкан Джонс хотел, чтобы Сэм Рокуэлл повторил свою роль Сэма Белла и тем дать возможность создания полноценной трилогии. В конце мая Джонс заявил, что съемки фильма могут начаться в конце 2016 года в Берлине. Он подтвердил свои слова, выложив в Твиттер изображение нескольких концепт-артов для фильма. В конце октября 2016 года Джастин Теру присоединился к актерскому составу вместе с актрисой Флоренс Касумба и Ноэлем Кларком.

### Съёмки
Данкан Джонс сообщил в своём твиттере, что съёмки начнутся 28 сентября 2016 года. Съёмки фильма начались в сентябре 2016 года в Берлине. Позднее Liberty Films UK подтвердили, что основные съёмки начались. Оператором фильма выступил Гэри Шоу, который работал с режиссёром над фильмом «Луна 2112».

### Музыка
Британский композитор Клинт Мэнселл вновь написал музыку к фильму. Также Данкан Джонс отметил, что как «пасхалка», в фильме звучит песня британского музыканта Чесни Хоукса «The One and Only», которую режиссёр использует в каждой своей работе.
Кроме того, в саундтреке была использована музыка популярной белорусской рок-группы J;Морс — песни «Айсберги» (2000) и «Босиком по мостовой» (2005).

## Выход
В середине октября было объявлено, что Netflix выпустит фильм в 2018 году. Он будет выложен на официальном сервисе, а также будет иметь ограниченный прокат в кинотеатрах.
30 января 2018 года вышел первый трейлер Архивная копия от 30 января 2018 на Wayback Machine картины, в котором была объявлена дата выхода фильма на платформе Netflix — 23 февраля 2018 года.

## Критика
В прессе фильм был встречен резко негативно. Его называли запутанным, медлительным и скучным, критиковали сюжет и то, что фантастические элементы использованы только ради украшения. По данным агрегатора Rotten Tomatoes, фильм получил 10% положительных отзывов со средней оценкой 3,9/10, по данным агрегатора Metacritic средняя оценка составила 35/100.